# Кокшамарское сельское поселение
Кокшамарское сельское поселение — муниципальное образование (сельское поселение) в составе Звениговского района Марий Эл Российской Федерации.
Административный центр поселения — деревня Кокшамары.

## История
Статус и границы сельского поселения установлены Законом Республики Марий Эл от 18 июня 2004 года № 15-З «О статусе, границах и составе муниципальных районов, городских округов в Республике Марий Эл».

## Население
| 2010  | 2011  | 2012  | 2013  | 2014  | 2015  | 2016  |
| ----- | ----- | ----- | ----- | ----- | ----- | ----- |
| 2107  | ↘2100 | ↗2105 | ↘2098 | ↘2092 | ↘2003 | ↘1922 |
| 2017  | 2018  | 2019  | 2020  | 2021  | 2023  |       |
| ↘1894 | ↘1846 | ↘1804 | ↘1734 | ↘1703 | ↘1655 |       |

## Состав поселения
В состав сельского поселения входят 7 населённых пунктов:
| № | Населённый пункт      | Тип населённого пункта          | Население |
| - | --------------------- | ------------------------------- | --------- |
| 1 | Иванбеляк             | деревня                         | ↘102      |
| 2 | Кокшамары             | деревня, административный центр | ↗1130     |
| 3 | Липша                 | деревня                         | ↘79       |
| 4 | Сидельниково          | село                            | ↘677      |
| 5 | Сокольный             | посёлок                         | ↗15       |
| 6 | Уржумка               | деревня                         | ↗63       |
| 7 | Уржумское лесничество | посёлок                         | ↗41       |